# Highly Suspect
Highly Suspect est un groupe américain de rock, originaire de Cap Cod, dans le Massachusetts. Le groupe est composé des frères jumeaux Rich (basse, chœurs) et Ryan Meyer (batterie, chœurs), de Johnny Stevens (guitare, chœurs), et de Matt Kofos (guitare, synthétiseur, chœurs). Après avoir débuté comme groupe de reprises dans un bar, ils se sont installés à Brooklyn, New York, où ils ont enregistré The Worst Humans EP avec le producteur Joel Hamilton.
Le premier album studio du groupe, Mister Asylum, sort en 2015 et leur vaut une nomination pour le « meilleur album de rock » lors de la 58e édition des Grammy Awards. La chanson Lydia  est nommée pour le meilleur morceau de rock. Le deuxième album studio de Highly Suspect, The Boy Who Died Wolf, sort en 2016. Deux singles sont  extraits de l'album, My Name Is Human, qui arrive en tête du classement Billboard US Mainstream Rock Songs, et Little One, qui atteint la deuxième place du même classement. Leur troisième album studio, MCID, sort en 2019, leur quatrième, The Midnight Demon Club, en 2022, et leur cinquième, As Above, So Below, le 19 juillet 2024.

## Histoire
Highly Suspect commence en 2009 en tant que groupe de reprises jouant des chansons de Sublime, Jimi Hendrix et Pink Floyd dans des bars locaux de la région de Cap Cod, tels que le British Beer Company, J.R Brody's Roadside Tavern, et Sundancers, faisant également des tournées et jouant un nombre limité de concerts avec les groupes 10 Years, Monster Truck et Sevendust. Ils ont fréquenté le lycée régional de Dennis-Yarmouth.
First Offense est le premier EP de Highly Suspect, sorti le 15 juillet 2009. L'EP se compose de Life's a Fun Ride, Not Me, et Smile On, leurs premières chansons écrites et enregistrées après avoir changé de cover band (Not Me apparaîtra plus tard sur l'album éponyme Highly Suspect).
Le groupe effectue une tournée aux États-Unis au début de 2015 avec Deftones, Chevelle, Halestorm, Catfish and the Bottlemen et Scott Weiland de Stone Temple Pilots. Le clip de la chanson Lydia est diffusé pour la première fois le 25 juin 2015 sur MTV.com.
Leur premier album studio,, Mister Asylum, sort le 17 juillet 2015, via 300 Entertainment. Le premier single de l'album, intitulé Lydia, se classe à la quatrième place du classement américain Mainstream Rock Songs et à la 26e place du classement américain Alternative Songs. Le 24 juillet 2015, l'album débute à la 39e place du New Zealand Albums Chart.
Le quatrième album studio du groupe, The Midnight Demon Club, sort le 9 septembre 2022, avec des singles tels que Natural Born Killer et Pink Lullabye. Leur cinquième album, As Above, So Below, sort le 19 juillet 2024.

## Discographie

### Albums studio
| Titre                   | Détails                                                                                             | Meilleure position | Meilleure position | Meilleure position | Meilleure position | Meilleure position | Meilleure position | Meilleure position |
| Titre                   | Détails                                                                                             | US                 | US Alt.            | US Dig.            | US Hard            | US Rock            | US Sales           | NZ                 |
| ----------------------- | --------------------------------------------------------------------------------------------------- | ------------------ | ------------------ | ------------------ | ------------------ | ------------------ | ------------------ | ------------------ |
| Mister Asylum           | - Sortie : 17 juillet 2015 - Label : 300 Entertainment - Formats : CD, téléchargement               | 56                 | —                  | 9                  | 2                  | 7                  | 23                 | 39                 |
| The Boy Who Died Wolf   | - Sortie : 18 novembre 2016 - Label : 300 - Formats : CD, téléchargement                            | 28                 | 1                  | 8                  | 2                  | 2                  | 16                 | 10                 |
| MCID                    | - Sortie : 1er novembre 2019 - Label: 300, Atlantic - Formats: CD, digital download, streaming      | 79                 | 4                  | 4                  | —                  | 10                 | 18                 | 20                 |
| The Midnight Demon Club | - Sortie : 9 septembre 2022 - Label : Roadrunner/FRSKT - Formats : CD, téléchargement, streaming    | —                  | —                  | —                  | —                  | —                  | —                  | —                  |
| As Above, So Below      | - Sortie : 19 juillet 2024 - Label : Roadrunner, 300, Elektra - Formats : Téléchargement, streaming | —                  | —                  | —                  | —                  | —                  | —                  | 6                  |

### Compilations
- 2011 : Highly Suspect

### EP
- 2009 : First Offense
- 2010 : The Gang Lion EP
- 2012 : The Worst Humans
- 2013 : Black Ocean